# Phyllodromica adspersa
Phyllodromica adspersa är en kackerlacksart som först beskrevs av Bolivar 1897.  Phyllodromica adspersa ingår i släktet Phyllodromica och familjen småkackerlackor. Inga underarter finns listade i Catalogue of Life.